# Igor Bychkov
Igor Bychkov (ur. 7 marca 1987 w Doniecku, Ukraińska SRR) – pochodzący z Ukrainy hiszpański lekkoatleta specjalizujący się w skoku o tyczce.
W 2010 był czwarty na mistrzostwach ibero-amerykańskich, a w eliminacjach mistrzostw Europy nie zaliczył żadnej wysokości. Podczas mistrzostw świata w Daegu (2011) z dwunastym wynikiem awansował do finału, w którym nie zaliczył żadnej wysokości. Finalista igrzysk olimpijskich w 2012 roku.
Złoty medalista mistrzostw Hiszpanii i reprezentant kraju w drużynowych mistrzostwach Europy.
Rekordy życiowe: stadion – 5,70 (19 lipca 2017, Liège); hala – 5,60 (1 marca 2014, Madryt i 21 lutego 2020, Madryt).

## Osiągnięcia
| Rok  | Impreza                                 | Miejsce      | Lokata            | Wynik |
| ---- | --------------------------------------- | ------------ | ----------------- | ----- |
| 2010 | Mistrzostwa ibero-amerykańskie          | San Fernando | 4. miejsce        | 5,30  |
| 2010 | Superliga drużynowych mistrzostw Europy | Bergen       | 7. miejsce        | 5,40  |
| 2010 | Mistrzostwa Europy                      | Barcelona    | – (el.)           | NH    |
| 2011 | Mistrzostwa świata                      | Daegu        | –                 | NH    |
| 2012 | Mistrzostwa Europy                      | Helsinki     | –                 | NH    |
| 2012 | Igrzyska olimpijskie                    | Londyn       | 12. miejsce       | 5,50  |
| 2013 | Superliga drużynowych mistrzostw Europy | Gateshead    | 7. miejsce        | 5,20  |
| 2013 | Mistrzostwa świata                      | Moskwa       | – (el.)           | NH    |
| 2014 | Mistrzostwa Europy                      | Zurych       | el. – 16. miejsce | 5,30  |
| 2015 | Superliga drużynowych mistrzostw Europy | Czeboksary   | 10. miejsce       | 5,30  |
| 2017 | Superliga drużynowych mistrzostw Europy | Lille        | 2. miejsce        | 5,55  |
| 2017 | Mistrzostwa świata                      | Londyn       | – (el.)           | NH    |